# Đurička Rijeka
Đurička Rijeka (en serbe cyrillique : Ђуричка Ријека) est un village du nord-est du Monténégro, dans la municipalité de Plav.

## Démographie

### Évolution historique de la population
| 1948 | 1953 | 1961 | 1971 | 1981 | 1991 | 2003 |
| ---- | ---- | ---- | ---- | ---- | ---- | ---- |
| 292  | 396  | 455  | 487  | 869  | 526  | 274  |